# Sázavan (rybník)
Sázavan je rybník s rozlohou 2,22 ha. Nachází se ve Světlé nad Sázavou nad zámeckým parkem asi 800 metrů jihovýchodně od centra města. Je v pořadí čtvrtým rybníkem světelské kaskády. Rybník byl vybudován v roce 1952 v místě, kde se nacházel rybník zaniklý v roce 1945.

## Vodní režim
Sázavan je nápájen od jihovýchodu Závidkovickým potokem, který vytéká z rybníka Světelák. Jedná se o průtočné rybníky. Potok z nádrže vytéká na severozápadní straně a směřuje k dalším rybníkům v parku.
Celkový objem rybníka Vc je 30 000 m3 a retenční objem pak Vr je 11 500 m3.

## Využití
Rybník slouží k chovu ryb.
Kromě toho je také využíván k rekreačním účelům. V roce 1999 byl pro tyto účely upraven. Jednalo se o upravení hráze, vybudování mělkého dětského koupaliště, upravení břehů a osazení mobiliáře.

## Zajímavosti v okolí
- Zámecký park.
  - Zámek.
  - Památník J. Wolkera a A. B. Svojsíka.
- Turistická trasa.[3]